# 셰프샤우엔

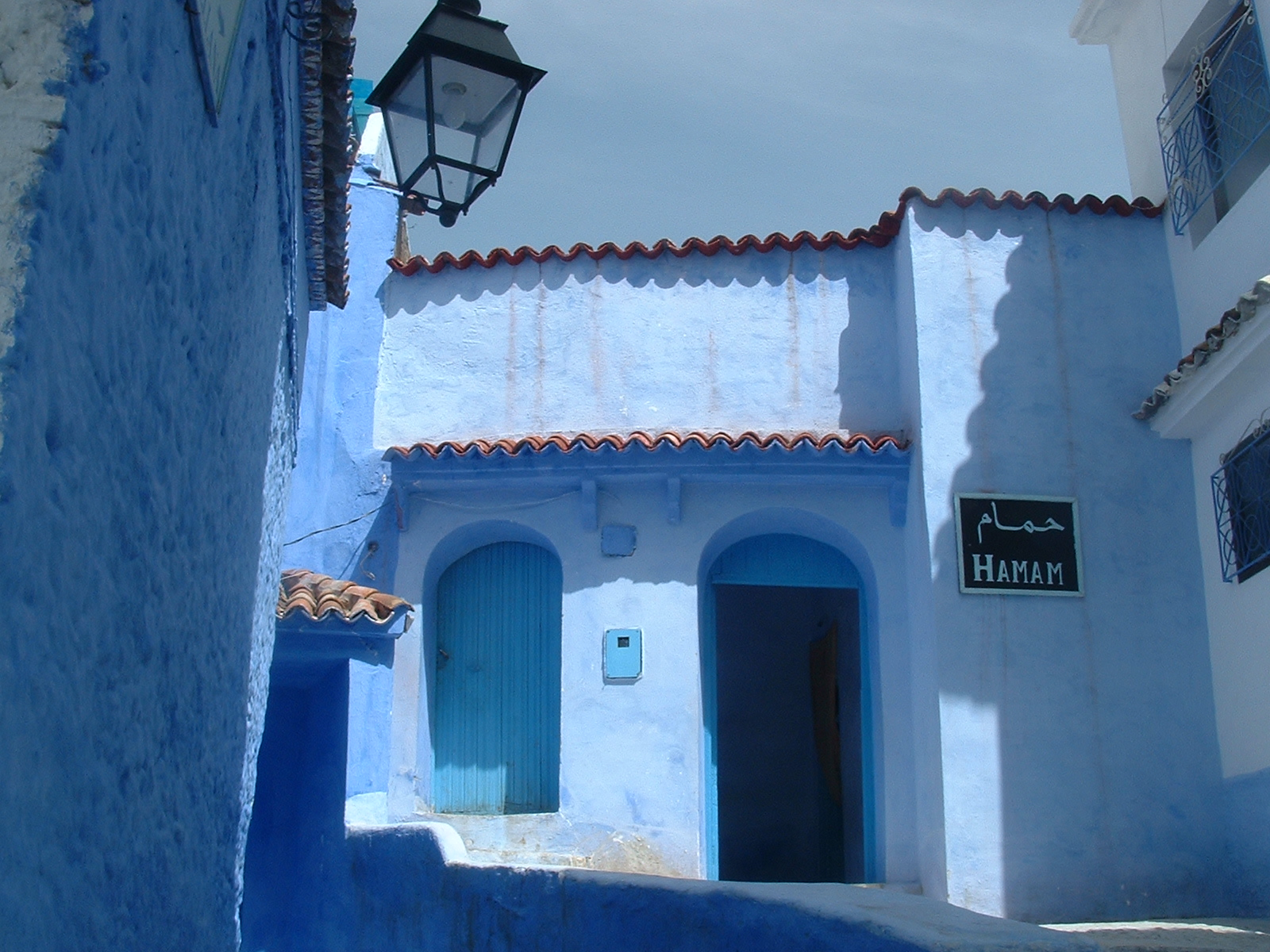
셰프샤우엔 특유의 푸른 가옥

셰프샤우엔(Chefchaouen) 또는 샤우엔(Chaouen)은 모로코 북서부에 위치한 도시이다. 베르베르어 로는 "Accawn" 이라 쓰고 아랍어로는 "الشاون" 이라 쓰며 스페인어로는 Chauen이라 쓴다. 셰프샤우엔은 똑같은 이름을 가진 "셰프샤우엔 주"의 주도이며 파란색으로 칠한 건물들의 아름다움으로 유명하다.
셰프샤우엔은 리프 산맥에 자리해있으며 탕헤르와 테투안에서 조금 내륙으로 들어간 곳에 위치해 있다. 이 도시는 1471년 건설되었는데 당시 지어진 요새가 지금도 존재한다. 이 요새는 스페인으로부터 도망쳐온 무어인들이 모로코 북부를 침범한 포르투갈군에게 대항하기 위해 만들어진 것이다. 이 산악 도시는 중세시대 레콘키스타 당시 유태인과 이베리아반도 출신 무어인들이 집단으로 피신한 곳 중 하나로 유명하다. 1920년 스페인군은 당시 스페인령 모로코의 일부였던 이 도시를 공격했다. 스페인 군은 이곳 성채에 1916년~1917년 동안 독일 영사 발터 제클린(Walter Zechlin)과 모의한 혐의로 아브드 엘 크림을 투옥했다. 1926년 반 식민지 저항운동을 펼치던 엘 크림은 프랑스군의 도움을 받은 스페인에 의해 레위니옹으로 추방당한다. 스페인은 1956년 모로코 독립때 이 도시를 반환했다.

## 관광
모로코인들에겐 "샤우엔"으로도 널리 알려진 셰프샤우엔은 탕헤르 및 세우타(스페인령) 와 근접해 있어 관광지로 유명하다. 셰프샤우엔의 이름은 마을 뒷산의 모습을 형상화한 것인데 염소의 두 뿔(chouoa)과 닮았다고 해서 붙여진 이름이다. 실제로 "Chef Chaouen" 을 그대로 해석하면 "뿔을 보아라"라는 뜻이다. 매년 여름마다 몰려드는 유럽 관광객을 맞아 200여 개가 넘는 호텔이 성업중이며 식사를 대접한다. 셰프샤우엔이 가진 가장 큰 특징은 파란색으로 칠해진 건물들인데 이는 전통적으로 유태인들이 많았던 이 도시의 역사에서 기인한다.
이 지역의 관광 산업 발전은 성 주간이나 크리스마스를 전후에 대규모로 순례를 오는 스페인 관광객의 역할이 컸다. 또한 이 도시는 모로코 어디에서도 살 수 없는 독특한 수공업품을 팔고 있는 것으로도 유명한데 모직옷이나 털 담요등은 이곳에서만 볼 수 있다. 염소 치즈도 이지방 특유의 것으로 여행객들에게 인기가 있다.

## 자매 도시
- 미국 이사콰
- 스페인 베헤르데라프론테라
- 스페인 론다
- 중국 쿤밍 시
- 튀니지 틀락스칼라